# Demagogie
Demagogie (z řeckého δημος, démos = „lid“ + αγωγος agógos = „vůdce“) je v moderní době působivé a klamné řečnické vystupování, využívané k získání vlivu, politické podpory a moci, zejména mezi lidmi neschopnými kriticky myslet. Místo věcného zdůvodňování působí hlavně na předsudky a emoce posluchačů, k čemuž slouží polopravdy, překroucené argumenty, logické klamy, falešné sliby, vyvolávání strachu a podobně.
| „               | Demagog je ten, který hlásá věci, o nichž ví, že nejsou pravda, a to mužům, o nichž ví, že jsou hlupáci. | “ |
| — H. L. Mencken | |   |

Historik Reinhard Luthin definuje osobu demagoga takto: „Je to politik zkušený v řečnictví, lichocení a invektivách; vyhýbavý v řešení důležitých problémů; slibující vše a všem; apelující spíše na emoce než na rozum posluchačů, a probouzející rasové, náboženské a třídní předsudky — člověk, jehož touha po moci bez držení se zásad ho vede k tomu, aby se chtěl stát pánem mas lidí. Po staletí vykonával povolání ‚muže lidu‘. Je produktem politické tradice podobně starým, jako západní společnost sama.“

## Základní principy
Demagogové se v demokracii objevovali od dob antiky. Využívají jednu z fundamentálních slabin demokracie: jelikož moc je v demokracii držena lidmi, je možné, aby byla lidmi svěřena do rukou někoho, kdo apeluje na základní společné problémy největšího segmentu populace. Demagogové při řešení důležitých problémů obvykle zastávají princip okamžité akce vedené silou, zatímco své umírněnější oponenty obviňují ze slabosti a neloajálnosti.
Slovo demagog původně znamenalo „vůdce běžných lidí“. Bylo původně vytvořeno v antickém Řecku, a to bez negativní konotace,  protože označovalo lidového vůdce, ale později, kdy se novodobě začala proti vůli aristokracie prosazovat demokracie, se z něj stalo slovo označující problematický druh vůdce, který se v antické demokracii čas od času také objevil. Ačkoliv demokracie dávala moc běžným lidem, při volbách měla stále výhodu aristokratická třída, která zastávala rozvážnost a dekorum. Demagogové byli tedy také novým typem vůdce, který vyvstal z nižších tříd. Demagogové vytrvale vyvolávali akci, většinou proti aristokracii a násilnou, a to okamžitě a bez vyjednávání. Demagogové hráli přímo na city chudých a neinformovaných, lhali, aby vyvolali hysterii, využívali krize, aby zintenzivnili podporu jejich radikálních výzev k okamžité akci.

## Druhy demagogů
Během historie se termín demagog užíval bez rozmyslu, většinou jako útok na vůdce, který byl považován za manipulativního, destruktivního nebo netolerantního. Hranice mezi demagogem a ne-demagogem přitom nemusí být tak ostrá a pevná, jelikož se osobnostní rysy vůdců pohybují po velkém spektru. Demagog může být definován nezávisle na tom, k jakému politikovi chová náklonnost nebo jakému oponuje. Například Jennifer R. Merciera však uvádí, že slovo demagog se dá použít ve významu negativním i pozitivním a podkládá to definicemi z oxfordského slovníku – v antickém smyslu můžeme „demagog“ chápat jako leader, který dokázal vést lidi proti jakékoliv jiné politické straně ve státě, naproti tomu negativně definujeme demagoga jako politického agitátora, který se zaměřuje na emoce a předsudky.
Demagog často získává a udržuje svojí moc v demokracii tím, že vyvolává vášně v lidech z nižších ekonomických tříd a méně vzdělaných, díky čemuž vznikají někdy i násilné nepokoje. Využívá zavedených demokratických institucí, jako je právní stát. James Fenimore Cooper v roce 1838 určil čtyři základní charakteristiky demagoga:
- Demagog se tváří jako člověk z lidu, který se postavil vůči elitám.
- Jeho politika závisí na propojení a setkávání s lidmi, což znatelně zvyšuje jeho popularitu.
- Těchto vztahů a zvyšující se popularity dokáže využít pro svůj zisk a ambice.
- Vyhrožuje nebo přímo porušuje zavedená pravidla chování, instituce, a dokonce i zákon.

Ústředním rysem demagogie je přesvědčování pomocí vášní. Vyvoláváním emocí demagogové předchází rozumným úvahám a zvažování alternativ. Zatímco malých odchylek od pravdy nebo dočasného upuštění od dlouhodobých zájmů se dopouští mnoho politiků, demagogové toto dělají neustále a bezmezně. Demagogové se „spíš než rozumu podbízejí vášni, předsudkům, fanatismu a nevědomosti.“

## Příklady z historie
Demagogové se objevují od antického Řecka až po současnost. Ačkoli většina demagogů má jedinečné osobnosti, jejich psychologická taktika se s průběhem historie příliš neměnila. První státník, jemuž se říkalo demagog, byl Kleón z Athén, hlavně kvůli brutalitě jeho vlády a jeho destrukci aténské demokracie, která je výsledkem jeho „výzvy obyčejného muže ignorovat umírněné zvyky aristokratických elit“. Moderními demagogy byli například Adolf Hitler, Benito Mussolini, Huey Long nebo Joseph McCarthy. Ti všichni si získali přízeň mas stejným způsobem jako Kleón: obrátili vášně davů proti umírněným aristokratickým elitám své doby. Všichni demagogové, starověcí i moderní, splňují výše uvedená kritéria: prohlašují, že zastupují obyčejné lidi, podněcují mezi nimi intenzivní vášně, využívají tyto reakce k převzetí moci a porušují nebo přinejmenším ohrožují zavedená pravidla politického chování, i když každý jiným způsobem.  